# Wereldkampioenschappen veldrijden 2015
De wereldkampioenschappen veldrijden 2015 werden gehouden op 31 januari en 1 februari 2015 in het Tsjechische Tábor. Na de wereldkampioenschappen veldrijden 2001 en de wereldkampioenschappen veldrijden 2010 was het de derde keer dat Tábor gastheer was van het evenement.

## Toewijzing
Aanvankelijk had het Nederlandse Hoogerheide zich kandidaat gesteld voor de editie 2015, maar verloor de kandidatuur aan Tábor. Hoogerheide organiseerde daarom in 2014 de wereldkampioenschappen.

## Organisatie
Tábor had al ervaring met het organiseren van grote wedstrijden in het veldrijden, zoals onder andere de wereldkampioenschappen veldrijden 2001 en 2010, en jaarlijks de Cyclocross Tábor die deel uitmaakt van de wereldbeker veldrijden.

### Media
|                                                | Aantal |
| ---------------------------------------------- | ------ |
| Media (schrijvende pers, fotografen, digitaal) | 133    |
| TV, radio, video                               | 176    |
| Totaal                                         | 309    |

## Uitslagen

### Mannen, elite
| Plaats        | Renner               | Land        | Tijd     |
| ------------- | -------------------- | ----------- | -------- |
| Regenboogtrui | Mathieu van der Poel | Nederland   | 1u09'12" |
| Zilver        | Wout van Aert        | België      | + 15"    |
| Brons         | Lars van der Haar    | Nederland   | + 17"    |
| 4.            | Kevin Pauwels        | België      | + 1'06"  |
| 5.            | Klaas Vantornout     | België      | + 1'12'  |
| 6.            | Tom Meeusen          | België      | + 1'17"  |
| 7.            | Gianni Vermeersch    | België      | + 2'26"  |
| 8.            | Marcel Meisen        | Duitsland   | + 2'37"  |
| 9.            | Philipp Walsleben    | Duitsland   | + 2'43"  |
| 10.           | Marco Fontana        | Italië      | + 2'54"  |
| 11.           | Julien Taramarcaz    | Zwitserland | + 2'56"  |
| 12.           | Luca Braidot         | Italië      | + 3'13"  |
| 13.           | Michael Boroš        | Tsjechië    | + 3'19"  |
| 14.           | Fabien Canal         | Frankrijk   | + 3'26"  |
| 15.           | Thijs van Amerongen  | Nederland   | + 3'27"  |
| 16.           | Simon Zahner         | Zwitserland | + 3'30"  |
| 17.           | Sven Nys             | België      | + 3'30"  |
| 18.           | Tomáš Paprstka       | Tsjechië    | + 3'38"  |
| 19.           | Rob Peeters          | België      | + 3'56"  |
| 20.           | Francis Mourey       | Frankrijk   | + 3'59"  |

### Mannen, beloften
| Plaats        | Renner                 | Land      | Tijd    |
| ------------- | ---------------------- | --------- | ------- |
| Regenboogtrui | Michael Vanthourenhout | België    | 49'55"  |
| Zilver        | Laurens Sweeck         | België    | + 10"   |
| Brons         | Stan Godrie            | Nederland | + 14"   |
| 4.            | Clément Venturini      | Frankrijk | + 24"   |
| 5.            | Joris Nieuwenhuis      | Nederland | + 31"   |
| 6.            | Toon Aerts             | België    | + 45"   |
| 7.            | Jakub Skála            | Tsjechië  | + 1'06" |
| 8.            | Diether Sweeck         | België    | + 1'14" |
| 9.            | Quinten Hermans        | België    | + 1'14" |
| 10.           | Gioele Bertolini       | Italië    | + 1'14" |

### Jongens, junioren
| Plaats        | Renner              | Land             | Tijd    |
| ------------- | ------------------- | ---------------- | ------- |
| Regenboogtrui | Simon Andreassen    | Denemarken       | 42'24"  |
| Zilver        | Eli Iserbyt         | België           | + 41"   |
| Brons         | Max Gulickx         | Nederland        | + 42"   |
| 4.            | Gage Hecht          | Verenigde Staten | + 45"   |
| 5.            | Thijs Wolsink       | Nederland        | + 1'11" |
| 6.            | Stefano Sala        | Italië           | + 1'28" |
| 7.            | Jakob Dorigoni      | Italië           | + 1'31" |
| 8.            | Eddy Fine           | Frankrijk        | + 1'35" |
| 9.            | Jarne Driesen       | België           | + 1'54" |
| 10.           | Roel van der Stegen | Nederland        | + 1'58" |

### Vrouwen
| Plaats        | Renster                | Land                | Tijd    |
| ------------- | ---------------------- | ------------------- | ------- |
| Regenboogtrui | Pauline Ferrand-Prévot | Frankrijk           | 49'12"  |
| Zilver        | Sanne Cant             | België              | + 01"   |
| Brons         | Marianne Vos           | Nederland           | + 15"   |
| 4.            | Nikki Harris           | Verenigd Koninkrijk | + 20"   |
| 5.            | Kateřina Nash          | Tsjechië            | + 36"   |
| 6.            | Lucie Chainel-Lefèvre  | Frankrijk           | + 55"   |
| 7.            | Helen Wyman            | Verenigd Koninkrijk | + 1'21" |
| 8.            | Ellen Van Loy          | België              | + 1'35" |
| 9.            | Christine Majerus      | Luxemburg           | + 1'54" |
| 10.           | Sophie de Boer         | Nederland           | + 1'56" |

## Medaillespiegel
| Plaats | Land       | Goud | Zilver | Brons | Totaal |
| 1      | België     | 1    | 4      | 0     | 5      |
| 2      | Nederland  | 1    | 0      | 4     | 5      |
| 3      | Denemarken | 1    | 0      | 0     | 1      |
| 3      | Frankrijk  | 1    | 0      | 0     | 1      |
| Totaal | Totaal     | 4    | 4      | 4     | 12     |

Kampioenschappen:  Wereldkampioenschappen · 
 Europese kampioenschappen · 
 Belgische kampioenschappen · 
 Nederlandse kampioenschappen
Klassementen:  Wereldbeker · 
 Superprestige · 
 Bpost bank trofee · 
 EKZ CrossTour · 
 TOI TOI Cup ·
 Coupe de France ·
 National Trophy Series ·
 Giro d'Italia Ciclocross
Overig:  Soudal Classics
1950 · 
1951 · 
1952 · 
1953 · 
1954 · 
1955 · 
1956 · 
1957 · 
1958 · 
1959 · 
1960 · 
1961 · 
1962 · 
1963 · 
1964 · 
1965 · 
1966 · 
1967 · 
1968 · 
1969 · 
1970 · 
1971 · 
1972 · 
1973 · 
1974 · 
1975 · 
1976 · 
1977 · 
1978 · 
1979 · 
1980 · 
1981 · 
1982 · 
1983 · 
1984 · 
1985 · 
1986 · 
1987 · 
1988 · 
1989 · 
1990 · 
1991 · 
1992 · 
1993 · 
1994 · 
1995 · 
1996 · 
1997 · 
1998 · 
1999 · 
2000 · 
2001 · 
2002 · 
2003 · 
2004 · 
2005 · 
2006 · 
2007 · 
2008 · 
2009 · 
2010 · 
2011 · 
2012 · 
2013 · 
2014 · 
2015 · 
2016 · 
2017 · 
2018 · 
2019 ·
2020 ·
2021 ·
2022 ·
2023 ·
2024 ·
2025

Categorieën

Mannen elite · 
vrouwen elite · 
mannen beloften · 
vrouwen beloften · 
jongens junioren · 
meisjes junioren · 
gemengde estafette

Voormalig:
mannen amateurs
1996 · 
1997 · 
1998 · 
1999 · 
2000 · 
2001 · 
2002 · 
2003 · 
2004 · 
2005 · 
2006 · 
2007 · 
2008 · 
2010 (WK) · 
2010 · 
2011 · 
2012 · 
2013 ·  
2014 · 
2015 (WK) · 
2016 · 
2017 (EK) · 
2018 · 
2019 · 
2020 · 
2021 · 
2022 · 
2024 (WK)